# Antsampandrano (Antanifotsy)
Antsampandrano – gmina na Madagaskarze, w regionie Vakinankaratra, w dystrykcie Antanifotsy. W 2001 roku zamieszkana była przez 18 857 osób. Siedzibę administracyjną stanowi miejscowość Antsampandrano.